# Erminia Fuà Fusinato
Erminia Fuà Fusinato (Rovigo, 23 ottobre 1834 – Roma, 30 settembre 1876) è stata una poetessa, educatrice e patriota italiana.

## Biografia

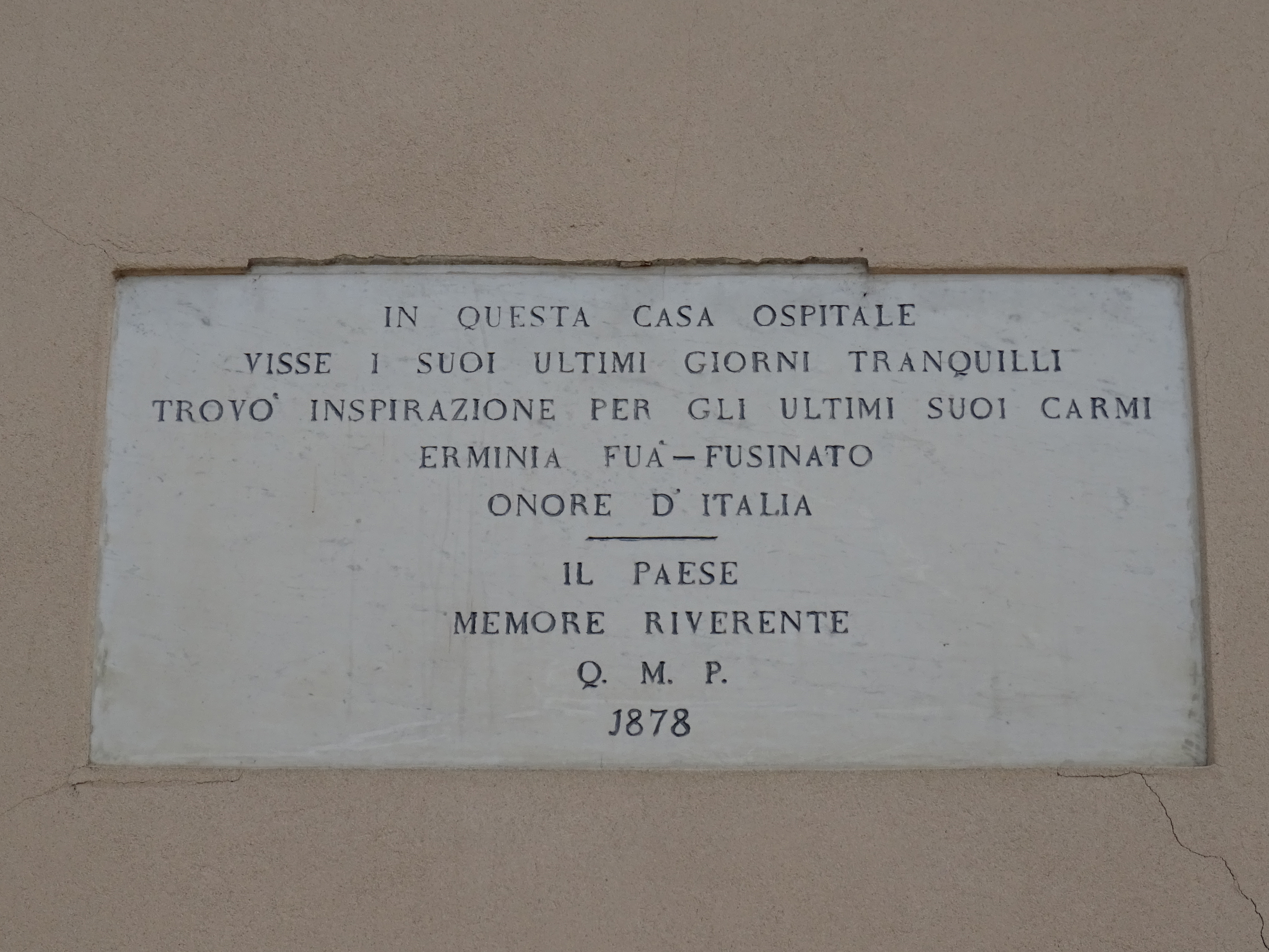
Targa sulla casa dove visse l'ultimo periodo ad Arsiè

Erminia Fuà nacque in una famiglia ebraica di condizioni benestanti da Marco, medico, e Geltrude Bianchi. Quando era ancora molto piccola, la famiglia si trasferì a Padova, dove nacquero le sorelle Elvira e Luisa e i fratelli Eugenio ed Enrico.
Lo zio Benedetto Fuà, ingegnere ferroviario, si occupò della sua educazione, basandola sul metodo Pestalozzi: le dedicò stimoli attenti ed efficaci per lo sviluppo del suo intelletto e la introdusse allo studio dell'Ars Poetica. Fu la passione per la poesia a favorire l'incontro tra Erminia e Arnaldo Fusinato, che avvenne nel 1852, quando Arnaldo era già un poeta affermato nel Regno Lombardo-Veneto. Presto i due si innamorarono, ma, quando annunciarono la decisione di sposarsi, la reazione della famiglia di Erminia fu drastica; in particolare il padre si dimostrò contrario, in primo luogo per la differenza di età esistente tra i due, in secondo luogo per la diversa fede religiosa. La famiglia di Erminia era infatti di religione ebraica (anche se non di stretta osservanza religiosa), Arnaldo invece era di religione cattolica.
Nel 1856 Erminia si trasferì a Venezia, in casa di uno zio paterno, dove, dopo la conversione al cattolicesimo della ragazza, si celebrò il matrimonio.
Gli sposi andarono a vivere a Castelfranco Veneto a casa della contessa Teresa Coletti Colonna, prima suocera di Arnaldo (che era vedovo della contessina Anna Colonna).
Nell'autunno del 1856 si recarono in Friuli-Venezia Giulia in viaggio di nozze, ospiti di Ippolito Nievo, amico di Arnaldo.

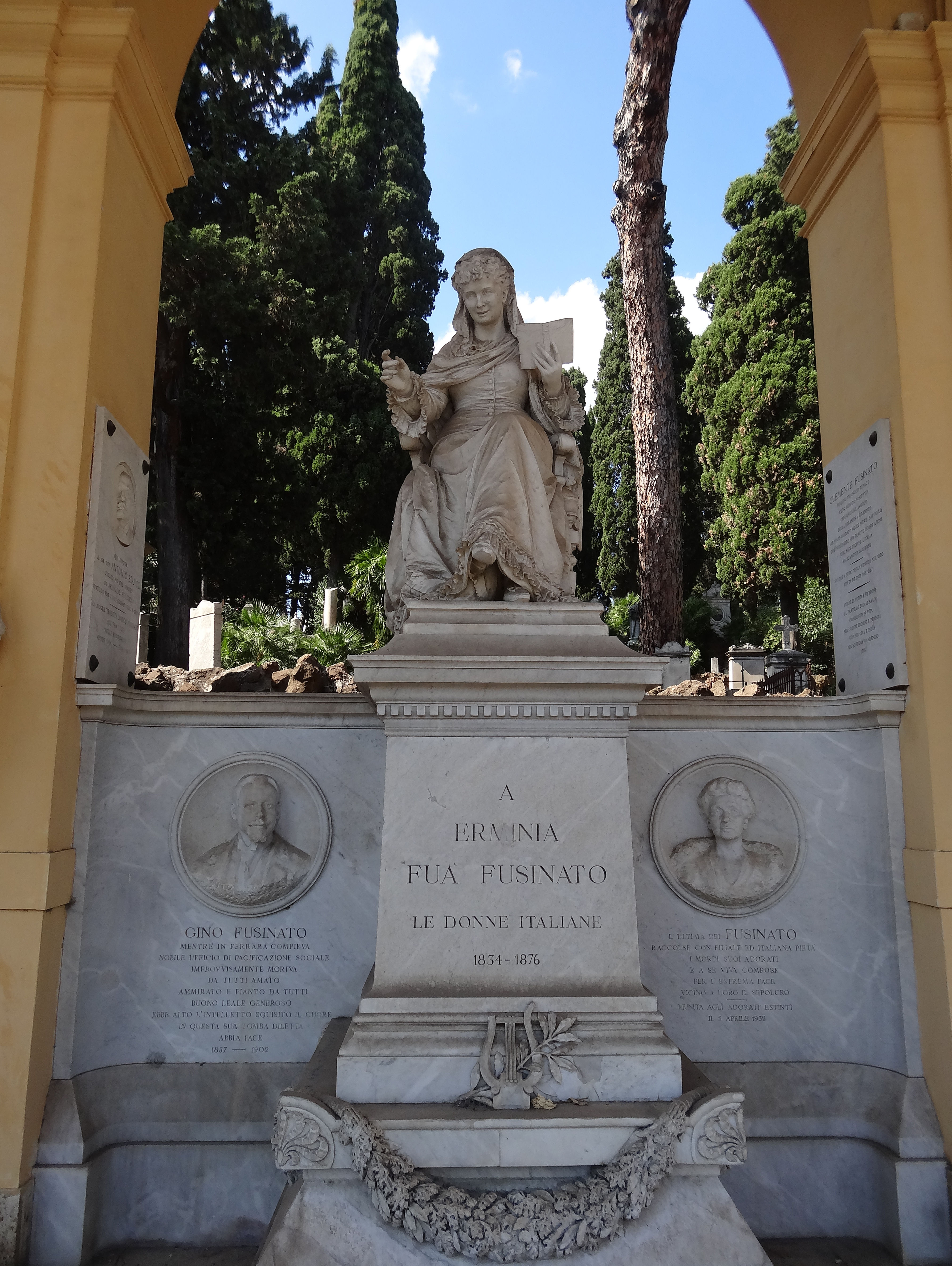
La tomba dedicata ad Erminia Fuà Fusinato nel cimitero del Verano

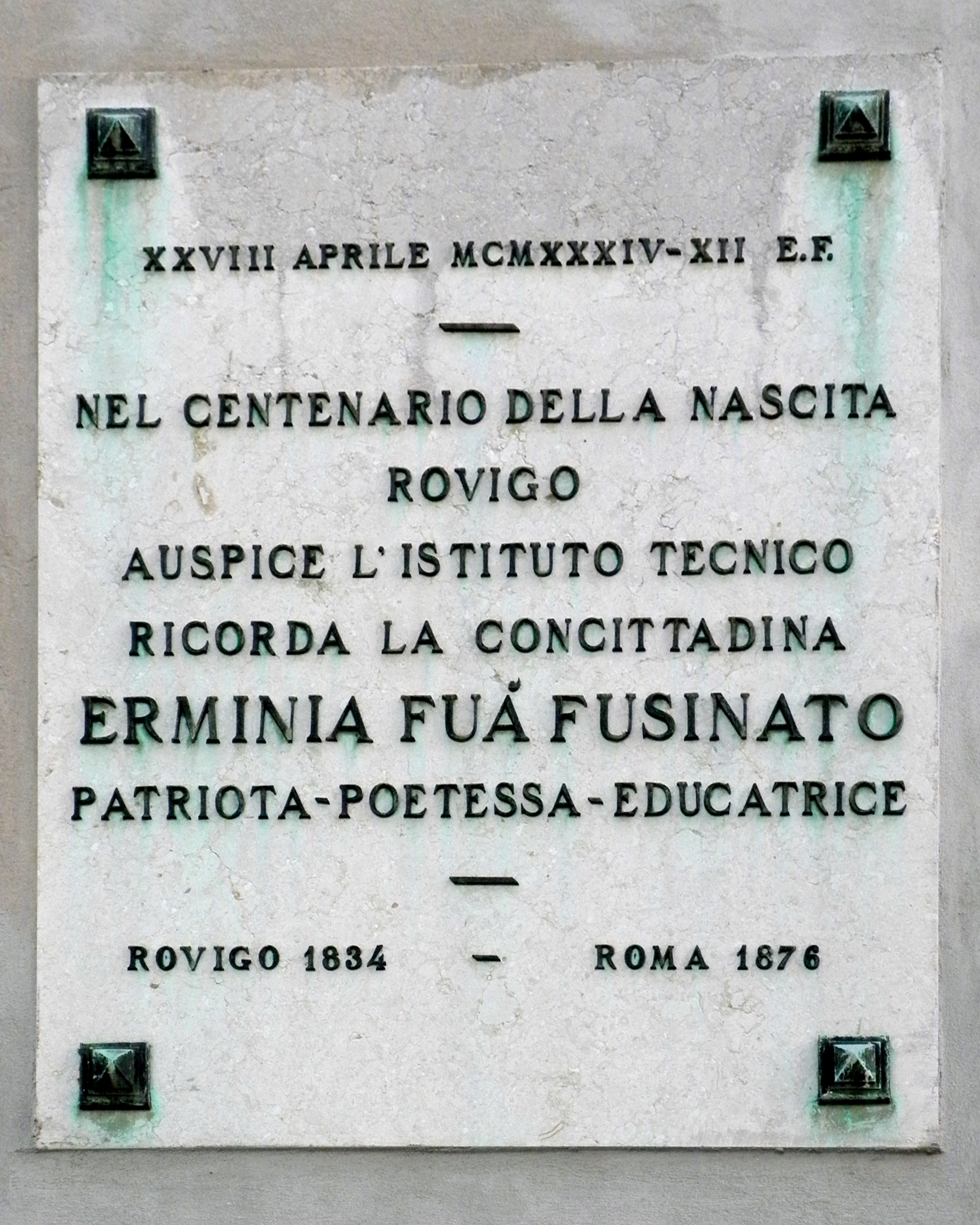
Rovigo, Palazzo Montalti: lapide commemorativa dedicata ad Erminia Fuà Fusinato posta sulla facciata

Al rientro dal Friuli Erminia divenne madre di Gino nel 1857. La tubercolosi, che era ancora agli inizi, non le impedì di avere altre due gravidanze: nel 1860 nacque Guido e nel 1863 Teresita.
Per un periodo la famiglia Fusinato visse anche a Firenze, dove era fuggito Arnaldo, sospettato di cospirazione politica.
Dal 1870 al 1876 Erminia ricoprì diversi ruoli pubblici e ufficiali come Ispettrice delle Scuole femminili e come Direttrice della Scuola Superiore femminile della Palombella di Roma.
Proprio a Roma morì di tubercolosi il 30 settembre del 1876 e fu sepolta presso il cimitero del Verano. I funerali ebbero luogo con numeroso concorso delle scuole e la salma fu provvisoriamente deposta  in Verano nella tomba gentilizia del Rev. D. Giovanni Biffani, Canonico di Santa Maria in Trastevere e collega della Fusinato nell'insegnamento presso gli Istituti Superiori Femminili capitolini. 
A Padova le fu intitolato l'istituto magistrale fondato nel 1874, che si trovava nell’ex convento di S. Francesco (via del Santo). L'istituto cambiò nome nel 1943 nel'attuale "Duca d'Aosta", in onore di Amedeo di Savoia, morto a Nairobi l'anno prima.

## Pensiero
Negli scritti pedagogici di Erminia troviamo le idee di una donna anticonformista, lontana dal modello femminile presente all'epoca.
Erminia non sembra essere consapevole dell'aspetto innovativo del suo comportamento e delle sue scelte di vita.
Nel periodo storico nel quale è vissuta Erminia Fuà Fusinato alle donne era permesso di coltivare interessi soltanto in ambito domestico: le attività predilette erano il ricamo, il disegno, la scrittura.
L'educazione ricevuta dallo zio Benedetto e la assidua frequentazione della biblioteca del padre (che le trasmise la passione per la botanica) permisero ad Erminia di sviluppare una concezione della donna molto innovativa. A quel tempo era inconcepibile per la gran parte degli uomini borghesi che le donne potessero avere opinioni pertinenti su questioni politiche, eppure Erminia le aveva. Con il marito Arnaldo ella condivideva oltre la passione per la poesia, anche un certo patriottismo antiasburgico.
Il matrimonio non approvato dalla famiglia è sicuramente un aspetto che denota grande emancipazione da parte di Erminia. In un tempo in cui è ancora forte la tradizione di gestire da parte dei genitori i matrimoni dei figli possiamo notare come la libera decisione di Erminia anticipa di oltre un secolo forme di emancipazione femminile.
Possiamo definire il suo un femminismo liberale, moderato e non radicale in quanto ella non rivendica per le donne diritti ulteriori se non quello di istruirsi di più e meglio; inoltre non troviamo nei suoi scritti intenti di rovesciamento dell'ordine patriarcale vigente.

## Le Autrici della Letteratura Italiana
Erminia Fuà (1834-1876) è tra le scrittrici basilari della storia della letteratura italiana dell'Ottocento; è quindi censita in Le Autrici della Letteratura Italiana.

## Opere
- Versi  (1874)  (qui gli argomenti descritti sono l'amore per la patria e la famiglia);
- Scritti educativi  (1873);
- Scritti letterari  (1882);
- Ricordi e lettere ai figli (1887).